# Orania
Orania este o așezare din provincia Noord-Kaap, Africa de Sud. Localitatea are locuitori urmași ai burilor care susțin politica rasistă de Apartheid și care nu acceptă alte etinii naționale. Așezarea a luat naștere în luna decembrie 1990, numai la câteva luni după eliberarea din arest a lui Nelson Mandela. În 2011, populația Oraniei este de 1.000 locuitori.

## Întemeiere și statut
În decembrie 1990 ca. 40 de familii de albi sud-africani (afrikaneri) au cumpărat cu 1,4 milioane ranzi, orașul ruină, care ocupa o suprafață de  3.000 ha. teren și 170 de barăci. O așezare care a fost destinată muncitorilor care au lucrat la construirea unui baraj, sub conducerea lui Carel Boshoff, ginerele fostului președinte Hendrik Verwoerd. Aceasta s-a petrecut la sfârșitul regimului de Apartheid și eliberarea lui Mandela. Localitatea a devenit un loc de refugiu ca urmare a creșterii numărului de omoruri în rândul populației albe în restul țării. La acest moment în sat locuiesc 560 de familii, dețin un sistem modern de irigații care permite practicarea unei agriculturi înfloritoare cu pomicultură în care predomină pecanierii (Carya oliviformis). Orania nu este o comună recunoscută oficial, este de fapt un teren privat unde trăiesc urmașii burilor, care din anul 2004 au o valută proprie numită „ora”.